# Хлебовский, Станислав
Станислав Хлебовский (пол. Stanisław Chlebowski; 1835, с. Покутинцы, Подольская губерния, Российская империя — 1884, c. Кованувка, недалеко от Познани, Пруссия) — польский художник и путешественник.

## Биография
Станислав Хлебовский начал учиться живописи по руководством А. Вихерского и Ромуальда Хойнацкого в Одессе, где жил до 1853 года.
Продолжил обучение в Санкт-Петербургской императорской Академии художеств (1853—1859). Во время учёбы неоднократно награждался: большая серебряная медаль (1857) за картину «Молодой Боссюет читает проповедь в доме маркизы Рамбулье» и малая серебряная медаль, малая золотая (1858) за картину «Ассамблея при Петре Великом». Получил большую золотую медаль (1859) за картину «Императрица Екатерина II принимает Запорожских депутатов». Присвоено звание «Классного художника» живописи (1859). Отправлен пенсионером Академии художеств за границу на 6 лет для дальнейшего обучения (1862).
Стажировался в Мюнхене и Париже у Жана Леона Жерома.
Первый успех принесла ему картина «Жанна д’Арк в тюрьме в Амьене», которая была приобретена Наполеоном III для государственной коллекции живописи.
Много путешествовал. Побывал в Бельгии, Италии, Испании.
С конца 1864 по 1876 год Хлебовский жил и работал придворным художником у османского султана Абдул-Азиза в Константинополе. Здесь он встречался с имамом Шамилем и его старшим сыном Гази-Магомедом и написал два небольших портрета — этюда, выполненных масляными красками на досках.
После отъезда из Константинополя художник поехал в Египет, находившийся тогда в составе Османской империи, путешествовал по Европе, посетил Вену, Дрезден, Париж, Краков, затем в 1876 опять уехал из Царства Польского во Францию, где организовал прекрасную студию, в которой была собрана большая коллекция изделий восточных ремесел, оружия и тканей. Работал в ней, в частности, над созданием большого полотна «Взятие Константинополя Мехмедом II».
С 1881 жил и работал в Кракове.
Писал картины на историко-батальные и бытовые сюжеты, в основном, восточной тематики.
В ряде своих работ проявил себя прекрасным маринистом, пейзажистом, занимался написанием портретов. В своем творчестве был романтиком-реалистом.
Отдавал предпочтение написанию произведений небольшого размера.
Был награждён многими орденами и знаками отличия, в том числе, турецкими, австрийскими, итальянскими, бельгийскими и др.
В Львовской галерее искусств хранится в настоящее время более 20 произведений С. Хлебовского.
Похоронен в Кракове на Раковицком кладбище.

## Отдельные работы
- «Ассамблея при Петре» (1858)
- «Музыкант перед мечетью в Константинополе» (1864)
- «Баязид в плену у Тимура» 1878 (эскиз и картина) (Львовская галерея искусств)
- «Турецкие султаны» (Львовская галерея искусств)
- «Интерьер мечети» (Львовская галерея искусств)
- «Турчанки в мечети» (Львовская галерея искусств)
- «Улица в Стамбуле» (Львовская галерея искусств).
- «Прибытие Мехмета II в Константинополь»
- «У городских ворот» (1873)
- «Башибузук» (1875)
- «Турецкий часовой» (1880)
- «Гибель короля Владислава III в битве при Варне» (1882)
- «Портрет бедного имама Шамиля»
- «Портрет бедного Гази-Магомеда, сына Шамиля»
- «Время молитвы»
- «Невольничий рынок»
- «Турчанки над Босфором»
- «Арабские наездники»
- «Битва при Варне»

## Галерея

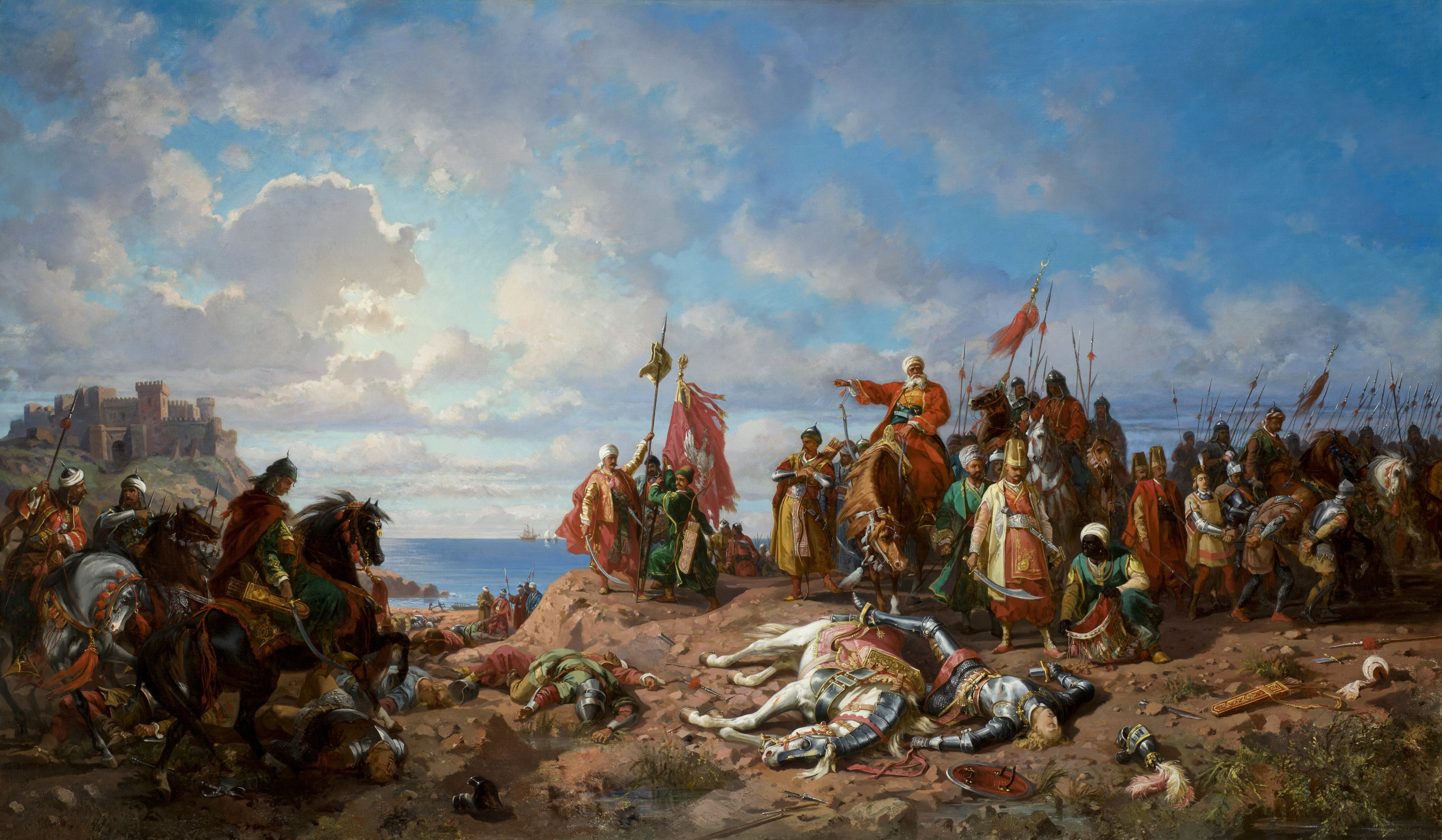
Гибель короля Владислава III в битве при Варне (1882)
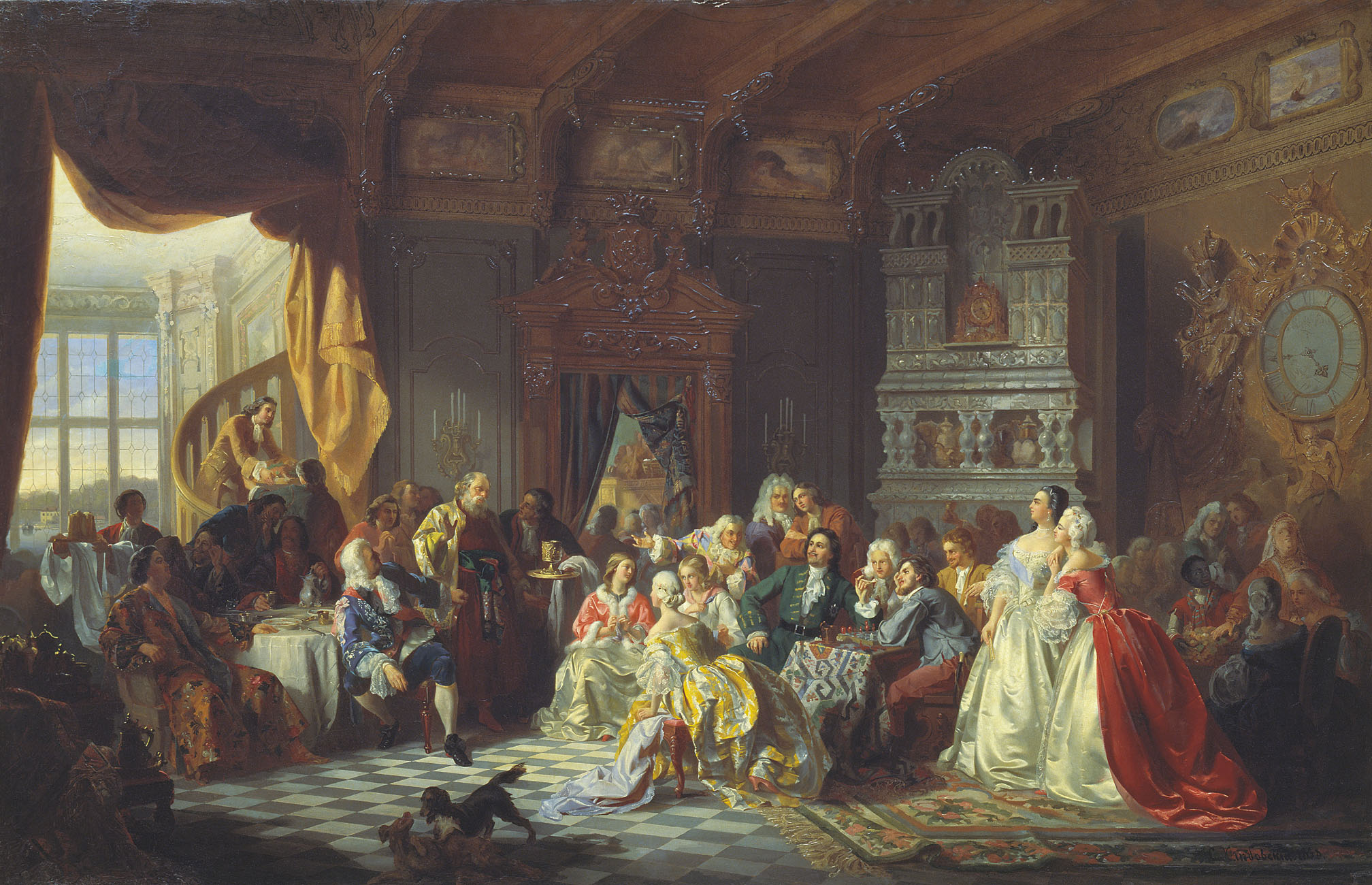
Ассамблея при Петре (1858)
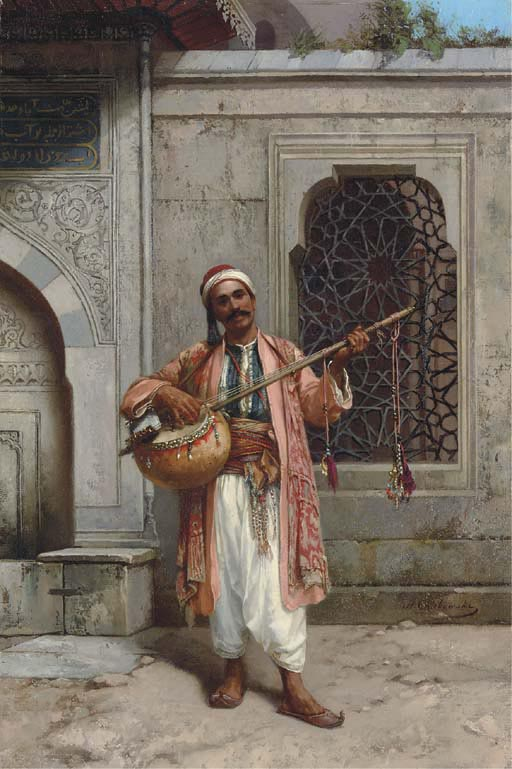
Музыкант перед мечетью в Константинополе (1864)
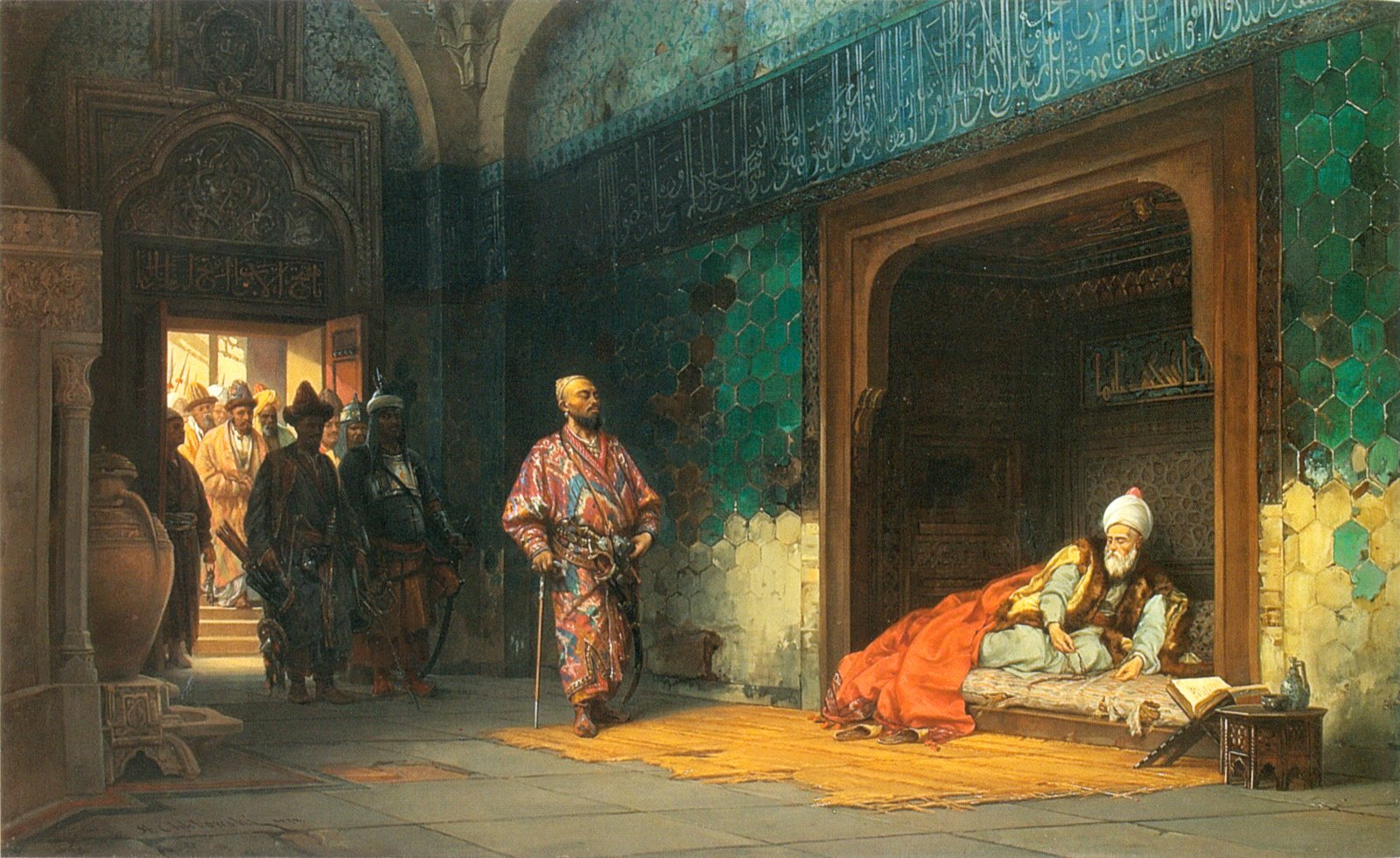
Баязид в плену у Тимура (1878)